# Pterobryon schmidii
Pterobryon schmidii là một loài rêu trong họ Pterobryaceae. Loài này được (Müll. Hal.) Broth. mô tả khoa học đầu tiên năm 1899.